# Chlosyne erodyle
Chlosyne erodyle är en fjärilsart som beskrevs av Bates 1864. Chlosyne erodyle ingår i släktet Chlosyne och familjen praktfjärilar. Inga underarter finns listade i Catalogue of Life.